# Onégèse
Onégèse (en grec Ὀνηγήσιος / Onegesios, en latin Onegesius) est un administrateur grec de l'Empire hunnique au Ve siècle. Bras droit des rois des Huns Ruga puis Attila, il s'est illustré pour ses qualités militaires mais surtout diplomatiques. Il a notamment servi de médiateur entre Attila et les empires romains occidental et oriental, permettant aux Huns d'éviter une nouvelle guerre.
Selon Priscus, notre principale source au sujet d'Onégèse en raison de sa mission diplomatique à la cour des Huns en 449, il « était assis sur une chaise à la droite du roi », c'est-à-dire Attila.